# Nordsjö (varumärke)
Nordsjö är ett varumärke för målarfärg, inklusive lacker, fyllnadsmedel och accessoarer för både konsumenter och hantverkare. Man gör produkter för användning såväl inomhus som utomhus.
Nordsjö är sedan 1994 ett varumärke inom färg- och kemikoncernen Akzo Nobel.

## Historia
Axel Nordström och Albin Sjögren grundade Nordsjö 1903, under namnet Nordström & Sjögren. Den första butiken låg på Gustav Adolfs torg i Malmö.
1933 flyttades verksamheten till Husarkasernerna och sedan 1948 sker tillverkningen i Sege i Burlövs kommun.
1994 köptes Nordsjö av AkzoNobel.